# Napoleon odwiedza zadżumionych w Jaffie
Napoleon odwiedza zadżumionych w Jaffie (znany również jako Zadżumieni w Jaffie lub Napoleon w Jaffie dotkniętej plagą, fr. Bonaparte visitant les pestiférés de Jaffa) – obraz francuskiego malarza Antoine-Jeana Grosa.
Napoleon otaczał się malarzami, których wykorzystywał do propagowania swojej osoby poprzez sztukę. Jednym z artystów utrwalających jego czyny był Antoine-Jean Gros. Malarz tworząc swoje dzieło, oparł się na wydarzeniach, które miały miejsce w czasie kampanii egipskiej. Scena ukazuje Napoleona podczas wizyty w mieście Jafa w 1799, gdzie odwiedził swoich żołnierzy dotkniętych plagą dżumy. Jego wizyta miała na celu podnieść morale we francuskiej armii.  
Obraz został wystawiony 18 września 1804 w Salonie paryskim na wystawie Królewskiej Akademii Malarstwa i Rzeźby. W powstaniu obrazu pomagał Dominique Vivant Denon, uczestnik kampanii, a następnie dyrektor muzeum w Luwrze.   

## Charakterystyka obrazu
Scena rozgrywa się w meczecie, którego dziedziniec i minaret widać w tle. Na dalszym planie widoczne są mury Jafy z wieżą, na której została zatknięta flaga Francji na tle nieba osnutego dymem z armat i ognia.
W Napoleonie w Jaffie dotkniętej plagą widoczny jest wpływ wcześniejszej pracy pod tytułem Przysięga Horacjuszy, autorstwa Jacques’a-Louisa Davida. Gros wykorzystał motyw arkad, które w obrazie Davida dzieliły scenę na trzy części. Artysta umieścił postać Napoleona w środkowej części pod arkadami i przedstawił na podobieństwo Chrystusa, który uzdrawia swoim dotykiem chorych. Sylwetkę wodza podkreśla światło, wpadające do pomieszczenia, które oświetla również grupę chorych. Naprzeciwko Napoleona znajduje się postać arabskiego lekarza opiekującego się chorym.  
Po lewej stronie znajdują się postacie o arabskim pochodzeniu. Jedna z nich jest ubrana w bogatą szatę orientalną i rozdaje chleb z kosza, trzymanego przez pomocnika. Za nimi dwaj czarnoskórzy wynoszą na noszach ciało prawdopodobnie zmarłego żołnierza. U dołu obrazu w cieniu widoczne są ciała innych chorych.
Gros, dzięki wykorzystaniu żywych kolorów i kontrastujących z nimi bladych ciał półnagich żołnierzy, ukazał dramatyzm sceny, spotęgowany dodatkowo monumentalnymi budowlami i kontrastem oświetlenia.